# Station Węgierce
Station Węgierce is een spoorwegstation in de Poolse plaats Węgierce.